# パンダーゼット
『パンダーゼット』（ぱんだーぜっと、PANDA-Z）は、2004年4月からキッズステーションで放送されたアニメ。または、メガハウスから展開されているキャラクターグッズシリーズの名称である。アニメの正確なタイトルはパンダーゼット THE ROBONIMATION。
15分枠で3話か、30分枠で6話放送が基本スタイルである。

## 概要
パンダーゼットのキャラクターはイラストレーターの押田秀一が考案した。
アニメでは珍しく全く声が入っておらず、字幕で台詞を表現している。マジンガーZのコンセプトをダイナミック企画許諾の下で取り入れた、ある意味マジンガーZの公認パロディとなっている。内容は、毒が入ったシュールな展開が中心。
メガハウスが2004年2月に発売した「パンダーゼットミニフィギュアコレクション」シリーズは同年9月までに130万個という大ヒットとなった。

## 登場人物
登場人物は生物ではなく、「ロボニマル」と呼ばれるロボットである。電池型の食品を口から食べる。ロボットのため水が弱点。

### パンダーゼット研究所
パン･タロン
本編の主人公でパンダ型ロボニマル、大型戦闘用ロボット「パンダーゼット」の操縦士。ワルニマル帝国を相手に戦う。
ドクター･パンジィ
パン･タロンの祖父。パン･タロンの父と共にパンダーゼットを製作。「ロボニマルの頭脳」と皆に慕われている。
ラビンナ
パン･タロンの友達で紅一点のウサギ型ロボニマル。明るく優しいマドンナ的存在であるが、本来の仕事であるナースとしてはまだまだ発展途上。
デンワン
パン･タロンの友達で電話の機能をもつ犬型ロボニマル。仲間の中ではリーダー的な存在だが少々おっちょこちょい。公衆電話なので電話をかける時にはお金がいる。
エテッキー
パン･タロンの友達で少々臆病であるが、優秀なコンピューターを搭載している猿型ロボニマル。発明のヒントや気になることがあると頭頂部のランプが点灯する。
ゾウタンク
パンダーゼット研究所防衛隊。珍しい四輪駆動車型のゾウ型ロボニマルで緊急時は放水車としても活躍する。隊長のみ体の一部が赤色になっている。
ケロライザー
分析を担当するカエル型のロボニマル。あらゆることを分析し傾向と対策を考えることができる。
ハンゾー
タロンの父とは古くからの友人で、友情の証として赤いスカーフをつけている。カラス型ニンジャロボニマルでワルニマル帝国を探っている。
ポリダー巡査
パンダーゼット研究所前の交番に赴任した新しいおまわりさん。パンダ型ロボニマル。
グレゴロー親方
ワルニマル帝国の襲撃などで破壊されるパンダーゼット研究所を、熟練の腕で修理する頼もしい親方。クマ型ロボニマル。

#### K.Rチーム（くま、れすきゅーチーム）
クマ型ロボニマル4体で結成された災害救助チーム
メディカルベアー
K.Rチームのリーダーで救急救命の専門家。2丁の注射器型ガンを持ちマトリックスばりのアクションで魅せる狙撃の名手。
レスキューベアー
K.Rチームの隊員で双子の兄弟。兄（レス）は右耳に01と明記され肩及び踝が赤色、弟（キュー）はその部位が02と水色になっていて区別される。息ピッタリな動作で迅速に救助活動を行う。
ファイヤーベアー
K.Rチームの隊員で実はまだ新人。消火活動を主任務とするため、強力なウォーターガンを装備する。消せない炎は彼自身のハートだけなのかもしれない…。

#### メカニックチーム
ハムーイチロー
職人気質の凄腕のメカニックで、戦いが激化し傷ついて帰還するパンダーゼットを迅速に修理する。パンダーゼットのサポートメカ「ハムギアー1号」を駆る。ハムスター型のロボニマル。
ハムージロー
寡黙だが仕事はきっちりこなすメカニックで「ハムギアー2号」の搭乗者。二人ともパンダーゼットのパワーアップに余念が無い。
ドクターハムーキン
ハムーイチローとハムージローの父親で、ハムギアーの基本設計をした。

#### ロボニマルシティ
ブ〜タさま
ロボニマルシティで有名な占い師で「ロボニマルの母」と呼ばれている。

### ワルニマル帝国
スカルパンダー
ワルニマル帝国の総統。世界征服を企む。冷徹な性格で表情を出さず、あまりしゃべらない。
パン･デモン
スカルパンダーの息子ということになっていて四天王とは一線を画す。パンダーゼットと同型のロボット「デスパンダー」の操縦士。パン・タロンとパンダーゼットが「光」とするなら対を成す「闇」のような存在。だが、背丈はパン・タロンより小柄で大口を叩く。

#### ワルニマル四天王
モウギュウ
ワルニマル四天王が一人であり巨躯を持つ肉体派でパワー戦を得意とするウシ型ロボニマル。戦闘がワンパターンになりやすい欠点がある。モウジャンボーを駆りパンダーゼットと何度も対決するが…。
ドクタージャンガーリ
ワルニマル四天王が一人でハムスター型のロボニマル。ワルニマル帝国の悪の頭脳。巨大ワルニマルメカを次々と誕生させるほどの頭脳をもつが、カードゲームでは…。自らもブラックハムギアーを駆る。
ウルフガー
ワルニマル四天王が一人で狼型のロボニマル。無敵のパンダーゼットが飛べないという弱点を見抜き空飛ぶワルニマルメカ「コケッコウー」を発案するような知略家で普段は冷静沈着である。狼型の為か月を見ると身体が赤色になり「バーサーカーモード」へ移行する。専用ロボであるウルガオーを駆りパンダーゼットを追い詰めるが…。
ルビィラビィ
ワルニマル四天王が一人で紅一点のウサギ型ロボニマル。盗みを得意とし、この手の設定では黄金パターンとも呼べるブランド物や金品に目が無い女性（雌）兎型メカニマル。番犬ならぬ番クマのボックマを従え専用ロボ、ルビィラビューティを駆る。

#### ワルニマル隊
ワルニマル兵
四天王の部下達で戦闘から身の回りの世話まで担当する。個々は特に秀でたスペックでは無いため、物量戦でカバーする。
モウギュウ隊（黄）、ジャンガーリ隊（黒）、ウルフガー隊（白と赤）、ルビィラビィ隊（ピンク）で色が異なる。
ウルフガー隊にいたっては、主のウルフガーと共に色が変化（マスクを変える）する。

## 登場メカ
上記のように登場キャラがロボットに属するため、区分けとしてはロボニマル達が乗り込んだり、遠隔操作によって動かされる巨大（ロボニマルよりは）ロボットを指しロボニマルメカと呼ばれる。

### パンダーゼット研究所の登場メカ
パンダーゼット
動力は未知の部分が多いスーパーP-Zエネルギーを使用したスーパーP-Zエンジン、装甲はあらゆる衝撃を吸収し跳ね返す最新のP-Z合金製の大型汎用陸戦ロボニマル。搭乗者を選びパン・タロンにしか操縦できない。空が飛べないという最大の欠点を持っていたが、その事に気づいていたドクターパンジィがあらかじめP-Zスクランダーと呼ばれる背部に増設可能な飛行ユニットを製作していた為、その点については解消している。必殺技は、ロケットパンチとパンダーミサイル。腕はブレイドパンチ、ハンマーパンチ、ドリルパンチにも換装可能。
ハムギアー1号 & 2号
ハムーイチローとハムージローが使用する。スーパーサポートメカでメカニック作業の重要な役割を担う。茶色がハムーイチロー機、灰色がハムージロー機。メンテナンス用にハムーアーム、ハムードリルの二種類の腕がある。
モーグルベアー
新型のロボニマルメカで、雪上をスキーで移動する。
ケロダイバー
新型ロボニマルメカ2号機。5分間の完全日常防水仕様で水をシャットアウトする。雨の日でも外出可能に？
ダイノタンク
新型ロボニマルメカ3号機。鼻には機関銃、口にはロケット砲を装備。
スーパーダイノタンク
KRチーム用の二人乗りロボニマルメカ。パンダーゼットのスペア部品を運ぶコンテナの役割を担う。後方支援も可能。
ラビンナース
緊急治療用で新型ロボニマルメカ。KRチームの候補生であるラビンナのために作成された。

### ワルニマル帝国の登場メカ
ワルニマル帝国が製作したロボニマルメカは、ワルニマルメカと呼ばれる。
デスパンダー
なぜかワルニマル帝国の地下から発見された「もうひとつのスーパーP-Zエンジン」を搭載しており、性能はパンダーゼットと同等かそれ以上のパワーを持つ。やはり、搭乗者を選びパン・デモンにしか操縦できない。デスブレード、デスファング、デスミサイルなどの武器を装備する。
モウジャンボー
第1号ワルニマルメカで分厚い装甲とパワーを持つ。四天王のモウギュウ専用。操作は有線リモコン。巨大ハンマーである「モウクラッシュハンマー」が最大の武器。
コケッコウー
空飛ぶワルニマルメカで、空を飛べないパンダーゼットを倒すために発案され作成された。
ヒヨコファイター
コケッコウー搭載のワルニマルメカ。
エッグボム
コケッコウー搭載のたまご型爆弾。
ウルガオー
四天王のウルフガー専用。素早い動きを得意とする。主力武器は骨ヌンチャクと、口に仕込まれた大砲。犬の本能がプログラムされている。
ルビィラビューティ
四天王のルビィラビィ専用。ナイスバディ(Fカップ)で、素早い動きと身のこなしが可能。武器はラヴリーミサイルと相手を痺れさせる電撃攻撃のラヴリーショック。
ブラックハムギアー
四天王のドクタージャンガーリ専用。潜在能力ははかり知れないが、その詳細についてはいまだ謎のまま。パンダーゼットの設計データを盗んで作られた。
パーフェクト・ブラックハムギアー
ブラックハムギアーの改良版で、大量のエネルギーを消費するジャンガーリ砲が発射可能になった。パワーも1.5倍になっている。
量産型デスパンダー
デスパンダーのデータを利用して、限定50台で製作されたワルニマルメカ。パワーも大きさも全てデスパンダーの半分となっている。ワルニマル兵が操縦を担当。

## スタッフ
- 企画 - 石上幹雄、川城和実
- 企画協力 - ダイナミック企画
- 原作 - 押田秀一
- コンセプト原案 - 永井豪
- 監督 - 神戸守
- 監督協力 - 佐藤卓哉
- シリーズ構成・脚本制作 - しなじーじゃぱん
- アニメーションキャラクター・総作画監督 - 小丸敏之
- 美術監督 - 坂本信人
- カラーデザイン - 黒柳朋子
- 撮影監督 - ひろちけんじ
- 編集 - 小峰博美
- 音響監督 - 岩浪美和
- 音楽 - パンダーゼットバンド
- 音楽プロデュース - 井上俊次、影山ヒロノブ
- アニメーションプロデューサー - 南喜長、桜井涼介
- プロデューサー - 折原能章、木村尚、森本浩二
- アニメーション制作 - ビー・メディア、シナジージャパン
- 製作 - MegaHouse、キッズステーション、バンダイビジュアル

## 主題歌
オープニングテーマ「VOYAGER」
作詞 - Geila.Z / 作曲 - 影山ヒロノブ / 編曲 - 河野陽吾 / 歌 - JAM Project
エンディングテーマ「VOYAGER Ending ver.」
作曲 - 影山ヒロノブ / 編曲 - 河野陽吾

## 各話リスト
| 話数   | サブタイトル              | 絵コンテ     | 演出       | 作画監督 |
| ------ | ------------------------- | ------------ | ---------- | -------- |
| 第1話  | 最強の戦士                | 平尾みほ     | 平尾みほ   | 小丸敏之 |
| 第2話  | テーブルマナー            | 小高義規     | 小高義規   | 小丸敏之 |
| 第3話  | 必殺！ロケットパンチ      | 平尾みほ     | 平尾みほ   | 小丸敏之 |
| 第4話  | 静かなる決闘              | 福島利規     | 福島利規   | 小丸敏之 |
| 第5話  | 真夜中の天使              | 佐土原武之   | 佐土原武之 | 小丸敏之 |
| 第6話  | 公衆電話                  | 菱田正和     | 菱田正和   | 小丸敏之 |
| 第7話  | ブリーフィング            | 菱田正和     | 菱田正和   | 小丸敏之 |
| 第8話  | 救助指令、雨天決行        | 小高義規     | 小高義規   | 小丸敏之 |
| 第9話  | ワイルドソルジャー        | 平尾みほ     | 平尾みほ   | 小丸敏之 |
| 第10話 | 新・静かなる決闘          | 福島利規     | 福島利規   | 小丸敏之 |
| 第11話 | 続・救助指令、雨天決行    | 菱田正和     | 菱田正和   | 小丸敏之 |
| 第12話 | Hey,Bob…                  | 佐土原武之   | 佐土原武之 | 小丸敏之 |
| 第13話 | 続・静かなる決闘          | 福島利規     | 福島利規   | 小丸敏之 |
| 第14話 | ミステリーサークル        | 平尾みほ     | 平尾みほ   | 小丸敏之 |
| 第15話 | フレンズ                  | 小高義規     | 小高義規   | 小丸敏之 |
| 第16話 | 救助指令、雨天決行 完結編 | 菱田正和     | 菱田正和   | 小丸敏之 |
| 第17話 | ポルターガイスト          | 佐土原武之   | 佐土原武之 | 小丸敏之 |
| 第18話 | 戦闘の黙示録              | 大森祐紀     | 大森祐紀   | 小丸敏之 |
| 第19話 | Night Life                | 小高義規     | 小高義規   | 小丸敏之 |
| 第20話 | パンダーゼットを破壊せよ  | 福島利規     | 福島利規   | 小丸敏之 |
| 第21話 | 宿命                      | 小高義規     | 小高義規   | 小丸敏之 |
| 第22話 | バトルX                   | 平尾みほ     | 平尾みほ   | 小丸敏之 |
| 第23話 | Nice Body                 | 木村隆一     | 木村隆一   | 小丸敏之 |
| 第24話 | 華麗なるルビィラビィ      | 佐土原武之   | 佐土原武之 | 小丸敏之 |
| 第25話 | 続々・静かなる決闘        | 奥村よしあき | 福島利規   | 小丸敏之 |
| 第26話 | ゲッタウェイ              | 小高義規     | 小高義規   | 小丸敏之 |
| 第27話 | ナース・ラビンナ          | 佐土原武之   | 佐土原武之 | 小丸敏之 |
| 第28話 | 明日に向かって…           | 大森祐紀     | 大森祐紀   | 小丸敏之 |
| 第29話 | 静かなる決闘 完結編       | 福島利規     | 福島利規   | 小丸敏之 |
| 第30話 | 起動！ブラックハムギアー  | 小高義規     | 小高義規   | 小丸敏之 |

## 放送局（キッズステーション以外）
- 熊本朝日放送(KAB)2005年9月3日より、15分3話スタイルで放送。

## 関連書籍
- パンダーゼット研究序説　アスキー 2004年8月 ISBN 4-7561-4493-4